# Rivière Ferrée (rivière aux Sapins)
Pour les articles homonymes, voir Ferrée et Rivière Ferrée.
La rivière Ferrée coule successivement dans les municipalités de Saint-Mathieu-de-Rioux, de Sainte-Françoise et de Saint-Jean-de-Dieu, dans la municipalité régionale de comté (MRC) de Les Basques, dans la région administrative du Bas-Saint-Laurent, au Québec, au Canada.
La rivière Ferrée est un affluent de la rive Est de la rivière aux Sapins laquelle coule vers le sud-ouest jusqu'à la rive nord de la rivière Boisbouscache ; cette dernière coule vers l'ouest jusqu'à la rive nord-est de la rivière des Trois Pistoles ; cette dernière coule vers le nord jusqu'au littoral sud-est du fleuve Saint-Laurent où elle se déverse dans la municipalité de Notre-Dame-des-Neiges, dans la municipalité régionale de comté (MRC) des Basques.

## Géographie
La rivière Ferrée prend prend sa source du lac des Îles (longueur : 3,3 km ; altitude : 399 m), dans la municipalité de Saint-Mathieu-de-Rioux, au cœur des monts Notre-Dame. L'embouchure de ce lac est situé entre la zone de tête de la rivière Boisbouscache (située du côté nord) et le ruisseau de l'Ours (situé du côté sud) et la rivière aux Bouleaux (rivière Boisbouscache) (située du côté sud). L'embouchure du lac des Îles est situé à 17,0 km au sud-est du littoral sud-est de l'estuaire du Saint-Laurent, à 12,3 km au sud-est du centre du village de Saint-Mathieu-de-Rioux, à 13,7 km à l'est du centre du village de Sainte-Françoise et à 7,8 km au nord du centre du village de Saint-Médard.
À partir de sa source, la rivière Ferrée coule sur environ 14 km à travers le massif des Appalaches, répartis selon les segments suivants :
- vers le sud-ouest dans Saint-Mathieu-de-Rioux, jusqu'à la limite de Sainte-Françoise

puis jusqu'au pont de la route 296 ;
- vers l'ouest, jusqu'à la limite de Saint-Jean-de-Dieu et jusqu'à la limite de Sainte-Françoise puis jusqu'à sa confluence.

La rivière Ferrée se déverse dans Sainte-Françoise sur la rive gauche de la rivière aux Sapins, laquelle coule vers le sud-ouest jusqu'à la rive droite de la rivière Boisbouscache. La confluence de la rivière aux Sapins est située au sud du centre du village de Sainte-Françoise et au nord du centre du village de Saint-Jean-de-Dieu.

## Toponymie
Le toponyme rivière Ferrée a été officialisé le 5 décembre 1968 à la Commission de toponymie du Québec.